# Yanick Jean
 (mars 2017).
Si vous disposez d'ouvrages ou d'articles de référence ou si vous connaissez des sites web de qualité traitant du thème abordé ici, merci de compléter l'article en donnant les références utiles à sa vérifiabilité et en les liant à la section « Notes et références ».
Pour l’article homonyme, voir Yanick Jean (poétesse).
Yanick Jean (né le 26 novembre 1975 à Alma, dans la province de Québec, au Canada) est un joueur professionnel canadien de hockey sur glace qui évoluait poste de Défenseur. Il est maintenant entraineur de hockey sur glace pour les Saguenéens de Chicoutimi dans la Ligue de hockey junior majeur du Québec.

## Carrière de joueur
Il évolue à la position de défenseur durant sa carrière. Il a un rôle de défenseur mais aussi de pugiliste ayant à se défendre ou à aider ses coéquipiers. Il commence sa carrière junior avec l’équipe de sa région natale, les Saguenéens de Chicoutimi durant 4 saisons. En 1994, il remporte la Coupe du président, de champion de la Ligue avec son équipe. Il connaît d’excellentes séries éliminatoires en produisant 20 points. Il participe au tournoi de la Coupe Memorial mais les Saguenéens ne remportent pas le trophée. Sa performance durant les séries éliminatoires lui permet d’être repêché par les Capitals de Washington au 119e rang, au 5e tour du repêchage d'entrée dans la LNH 1994.
L’année suivante, il connait sa meilleure saison junior en produisant 7 buts et 46 assistances pour 53 points. Après son stage junior terminé, il évolue durant 4 saisons dans l'East Coast Hockey League où il joue pour 3 équipes : les Sea Wolves du Mississippi, les Mysticks de Mobile et le Grrrowl de Greenville. En 1998, avec Mobile, il atteint un sommet de 196 minutes de pénalité.
Voulant continuer sa carrière de joueur, il décide en 2000 de retourner au Québec jouer dans la Ligue semi-professionnelle du Québec. Il retourne dans sa région natale en s’alignant avec les Condors de Jonquière. Il connait la meilleure saison de sa carrière en produisant 52 points en seulement 44 matchs. Avant de terminer sa carrière de joueur, il joue deux autres saisons dans la LHSPQ avec le Garaga de Saint-Georges.

## Carrière d’entraineur
Durant la saison 2002-2003 avec Saint-Georges-de-Beauce, il ne termine pas sa dernière campagne comme joueur car il reçoit une offre pour devenir assistant–entraineur avec les Saguenéens de Chicoutimi. Il demeure 3 saisons à Chicoutimi comme assistant. Il a la chance de faire l’intérim après Alain Rajotte et René Matte pendant 11 parties. Durant ces séquences, il obtient 4 victoires, 1 match nul et 6 défaites. Après l’arrivée de Richard Martel au Saguenay pour prendre le poste, il reçoit une offre de la part du Rocket de l'Île-du-Prince-Édouard pour devenir leur nouvel entraineur-chef et il accepte l’offre. Il est aux commandes de l’équipe de Charlottetown durant deux saisons et demie. Il connaît du succès en saison régulière avec un bilan de 25 et 36 victoires, mais pas en séries en étant éliminé deux fois au premier tour. En 2007-208, il est congédié après 15 parties et 8 défaites.
Durant la même saison, il reçoit une offre de la part des Tigres de Victoriaville pour remplacer leur précédent entraineur congédié. Il accepte l’offre et il termine la saison avec un dossier de 10 défaites en 17 parties. Il connaît sa meilleure saison en 2009-2010 avec 46 victoires et plus de 95 pts. Il amène son équipe au 3e tour des séries éliminatoires. 
En 2012, il remporte la médaille d’or comme entraineur-adjoint d’Équipe Canada des moins de 18 ans au Mémorial Ivan Hlinka.
En juillet 2014, il devient directeur général des Saguenéens de Chicoutimi après avoir été renvoyé par Victoriaville. En décembre de la même année, après le congédiement des deux entraîneurs de l'équipe, il reprend le poste tout en gardant son rôle de directeur-général.